# 黃花庭石菖
黃花庭石菖（学名：Sisyrinchium exile）为鳶尾科庭菖蒲屬下的一个种。